# Polynema nativum
Polynema nativum är en stekelart som beskrevs av Girault 1929. Polynema nativum ingår i släktet Polynema och familjen dvärgsteklar. Inga underarter finns listade i Catalogue of Life.